# Gustaf Dyrsch
Kurt Gustaf Wilhelm Dyrsch (Stoccolma, 28 agosto 1890 – Sollentuna, 7 maggio 1974) è stato un cavaliere svedese, vincitore di una medaglia d'oro nell'equitazione ai Giochi olimpici estivi.

## Biografia
Ai Giochi di Anversa 1920 non partecipò alla prova individuale.

## Palmarès
| Anno | Manifestazione  | Sede    | Evento             | Risultato |
| ---- | --------------- | ------- | ------------------ | --------- |
| 1920 | Giochi olimpici | Anversa | Completo a squadre | Oro       |